# リップスティック (テレビドラマ)
『リップスティック』（Lip stick）は、フジテレビ系列で1999年（平成11年）4月12日から6月28日まで毎週月曜日の21:00 - 21:54（最終回は22:09まで、日本時間）に放送されていた連続テレビドラマ。全12話。
1999年にフジテレビからVHSでソフト化されたが、DVD化は実現していない。
2012年4月2日からフジテレビオンデマンドにて全話有料オンライン配信された。

## あらすじ
少年鑑別所職員の有明悠（三上博史）は傷害事件を起こして収容された早川藍（広末涼子）の担当となる。厳しい規則に縛られ、暴力的なリンチの横行する所内で藍は同室の少女たちと友情を育み、過酷な現実に立ち向かっていく。そして有明は藍の心の傷に触れ、次第に彼女に惹かれていく。一方で男子棟に収容中の悪魔のようなカリスマ性を持つ牧村紘毅（窪塚洋介）に援助交際をさせられていた三池安奈（中村愛美）の心の呪縛を解こうとする教官・葛西孝生（いしだ壱成）の苦闘も繰り広げられていく。

## キャスト
有明 悠（ありあけ ゆう）〈32〉 - 三上博史
鑑別所教官。誰にも言えない苦悩を抱えている。藍に対して最初は教官としての感情しか持ち合わせていなかったが、真っすぐで純粋な藍にとまどいながらも惹かれていく。最終回で、真白の自殺の責任、藍が少年院に行った責任を取って鑑別所を退職し、画家に転身した。
早川 藍（はやかわ あい）〈18〉 - 広末涼子
鑑別所収容生。227番。弟と同じ名前のシュウという猫を飼っている。規則を破ってシュウの世話をしてくれた悠に対して興味を示し、やがて愛するように。最終回で真白を自殺に追い込んだ真白の義父を傘で突き刺し、少年院に収監される。少年院から出る日に牧村が迎えにきた。
葛西 孝生（かさい たかお）〈22〉 - いしだ壱成
有明の後輩教官。牧村紘毅から助けようとするうちに安奈に好意を抱くが、獄中恋愛のために別れを決意している。
三池 安奈（みいけ あんな）〈17〉 - 中村愛美
収容生。205番。自殺未遂を何度も繰り返す。紘毅からの呪縛から解いて、自分に対して正直で体を張る孝生に惹かれていく。審判の結果、保護観察処分となり、家に帰れることとなった。
松田 恵理子（まつだ えりこ）〈18〉 - 伊藤歩
収容生。231番。一見ガラが悪くツッパリ風だが情に厚い。彼氏と文通を続けていたが、少年院に行く前に一目会おうと脱走するも、その彼氏には既に別の彼女がいた為愕然した。
審判の結果、保護観察処分となり、家に帰れることとなった。
藍とは、鑑別所から出てからも仲が良い。
井川 真白（いかわ ましろ）〈17〉 - 池脇千鶴
収容生。242番。義父から性的虐待を受けていた。審判の結果、保護観察となり、家に帰ったが自分の居場所がなくなったことを悟り、母・由美（山下容莉枝）のために自殺する。
鈴岡 小鳩（すずおか こばと）〈14〉 - 真柄佳奈子
収容生。238番。仲間からは「ぽっぽ」と呼ばれる。無口な性格だったが、同じ境遇であった孝生と話すうちに、徐々に心を開いていく。審判の前日に主席にパイプ椅子を投げつけ、審判の結果、教護院（児童自立支援施設）　送致となった。真白の葬式に参列している。
牧村 紘毅（まきむら こうき）〈18〉 - 窪塚洋介
男子棟収容生。134番。悪魔のようなカリスマ性で男子を仕切る。独自の思想から安奈を洗脳し、援助交際を強要させていた。無精子症というトラウマを抱えていた。審判の結果、保護観察処分となった。
藍が少年院から出る日に藍を迎えに来た。
沢村 雪乃（さわむら ゆきの）〈30〉 - 田中美奈子
唯一の女性教官。紘毅の担当であり、翻弄されながらも徐々に理解していく。最後は自分のトラウマ（乳癌の手術痕）を話し、生き方を示した。独身である。
桑田 千尋（くわた ちひろ）〈32〉 - 麻生祐未
悠の兄・有明政春の婚約者。7年間兄を思い続けていたが、悠に同じ才能を見出し、もう一度夢を見ようとする。
鑑別所のテレビのコンセントを引っ張り、失明した。（失明の責任を藍のせいに一時期はしていた。）
小泉 章吾（こいずみ しょうご） - 夏八木勲
亡き有明の兄の知人で、アトリエを営んでいる。 千尋の紹介で有明の絵を見るが酷評する。
南雲 亜希子（なぐも あきこ） - 吉本多香美
藍を担当する調査官。アメリカのスタンフォード大学卒。藍にライターで髪の毛を燃やされたことがある。
田所 茂久（たどころ しげひさ） - 宇梶剛士
鑑別所教官。収容生には厳しいが人間味がある。
早川 丈志（はやかわ たけし） - 津嘉山正種（3話）
藍の父。厳格な性格。鑑別所の面会で挑発的な態度をとった藍に怒りがこみ上げ藍の頭を叩いてしまう。

## スタッフ
- 脚本：野島伸司
- プロデュース：杉尾敦弘
- 演出：澤田鎌作、永山耕三、中江功
- 音楽：吉俣良、神津裕之

## ゲスト出演者
- 藤堂雄太（現・ゆってぃ）（5話）

- 津嘉山正種（3話）
- 山下容莉枝（3、11、12話）
- 中原丈雄（4話）
- 大塚良重（4話）
- 堀真樹（5、8、11話）
- 山崎弘也（アンタッチャブル）（9話）
- 小野了 （11,12話）
- 山崎大輔（3,7,8話）

## 受賞歴
- 第21回ザテレビジョンドラマアカデミー賞[2]
  - 監督賞（澤田鎌作､永山耕三､中江功）

## 協力（参考文献）
- 西街守[3]（著）『透明の国のアリス―少年鑑別所の少女の言葉』

## 主題歌・挿入歌
- 「フレンズ 〜remixed edition〜」「Maybe Tomorrow」「Virginity」「Nothing To Lose」（レベッカ）
※「フレンズ 〜remixed edition〜」はのっこのソロヴァージョンも挿入歌として流れていた。

## 放送日程
| 各話                                                        | 放送日        | サブタイトル     | 演出     | 視聴率 |
| ----------------------------------------------------------- | ------------- | ---------------- | -------- | ------ |
| 第1話                                                       | 1999年4月12日 | 名もなき恋人へ   | 澤田鎌作 | 19.4%  |
| 第2話                                                       | 1999年4月19日 | 第2ボタンの純情  | 澤田鎌作 | 19.4%  |
| 第3話                                                       | 1999年4月26日 | 私の心を当てて   | 永山耕三 | 17.5%  |
| 第4話                                                       | 1999年5月03日 | 窓ごしに告げた愛 | 永山耕三 | 14.6%  |
| 第5話                                                       | 1999年5月10日 | 青のプラトニック | 澤田鎌作 | 15.3%  |
| 第6話                                                       | 1999年5月17日 | 私だけのあなた   | 永山耕三 | 15.0%  |
| 第7話                                                       | 1999年5月24日 | 17歳の妊娠       | 澤田鎌作 | 15.9%  |
| 第8話                                                       | 1999年5月31日 | 彼女の失明       | 永山耕三 | 15.6%  |
| 第9話                                                       | 1999年6月07日 | 大脱走           | 中江功   | 15.1%  |
| 第10話                                                      | 1999年6月14日 | 火星人の恋       | 澤田鎌作 | 15.5%  |
| 第11話                                                      | 1999年6月21日 | さよなら私の先生 | 中江功   | 14.9%  |
| 最終話                                                      | 1999年6月28日 | 21世紀の恋人へ   | 澤田鎌作 | 17.4%  |
| 平均視聴率 16.3% （視聴率は関東地区・ビデオリサーチ社調べ） |               |                  |          |        |

## その他
- 第5話で、牧村紘毅（窪塚洋介）にシャワールームで襲いかかる同性愛者役として、当時マンブルゴッチというコンビで活動していた、藤堂雄太（現・ゆってぃ）が出演している。
- 第9話で、松田恵理子（伊藤歩）の「カバに似た彼氏」役として アンタッチャブルの山崎弘也が出演している。
- 三上博史が演じる有明悠は最終話のラストシーンまで視聴者には名前が明かされず、「先生」や「先輩」などと呼ばれるのみである（ただし、姓が「有明」であることは第11話、悠の兄の「アリアケマサハル」に言及するシーンで判明する）。視聴者はラストで初めて名前に込められた早川藍（広末涼子）との関係性……(1)アイ＝I＝わたし、ユウ＝YOU＝あなた、(2)アイ＝愛、ユウ＝友、を知ることになる。
- 当初は木村拓哉が主演のドラマが制作される予定だったが、1月末に企画が変更されたため準備期間不足として降板となり、急遽三上が出演することになった[4]。そのため、スケジュール調整が難しくなり、同クールに同局で放送された『古畑任三郎』第3シリーズの犯人役を降板したエピソードがある。[要出典]
- 2022年、テレビ朝日系の『ミュージックステーション』で、「レベッカ 」が本作の主題歌である「フレンズ 」を披露した際、本作が「広末涼子出演ドラマ」として紹介された。
- 2022年に、葛西孝生役のいしだ壱成は、安奈の洗脳を解くシーンを再演している。[5]

## ロケ地
- 埼玉県繭検定所（埼玉県熊谷市曙町）- 鑑別所外観、グラウンド ※現存しない